# Creu del combatent
La Creu del Combatent (francès: Croix du Combattant) és una condecoració militar francesa creada per Georges Clemenceau el 28 de juny de 1930, i atorgada als titulars, francesos o estrangers, de la Cartilla de Combatent que hagin estat militars, resistents, marins mercants, membres de forces auxiliars que hagin combatut sota els colors de França, sota l'autoritat de l'alt comandament francès o aliats en curs d'operacions en les quals hagin participat forces franceses.

## Història
Els Poilus (soldats de combat francesos) de la I Guerra Mundial treballaren per a gaudir del reconeixement del govern, d'un estatus especial per aquells que havien participat a les dures lluites de 1914-18 (a diferència d'aquells que havien servit darrera les línies).
Un decret de 29 de gener de 1948 estipula que les previsions de la llei de 1930 relatives a la concessió de la cartilla de combatent era aplicable als participants de la guerra de 1939-1945. La llei de 1952 estenia el benefici de la concessió a Indoxina i Corea.
La llei de 9 de desembre de 1974 extenia la concessió de la Creu del Combatent a les operacions al nord d'Àfrica entre l'1 de gener de 1952 i el 2 de juliol de 1962. Més recentment, un decret del 12 de gener de 1994 obrí la Cartilla de Combatent a aquells que participessin a operacions a Cambodja, Camerun, el Golf Pèrsic, el Líban, Madagascar, el Canal de Suez, Somàlia, la República Centroafricana, el Txad, Iugoslàvia, Zaire i Iraq.

## Estatut de la condecoració
Segons el text de la seva ordenació, "destinada a assenyalar l'atenció dels conciutadans d'aquells que, amb perill de les seves vides, hagin defensat la Pàtria". Per tant, l'atribució de la cartilla de combatent dona dret a lluir dita distinció sense necessitat de cap altra formalitat.
Són considerats com a combatents els militares o civils que: 
- hagin pertangut durant 3 mesos a una unitat de combat[1]
- hagin pertangut a una unitat en la que, durant la seva presència, hagi rebut una menció als despatxos al valor, hagi tingut 5 accions de foc o de combat[1]
- hagin estat evacuats per ferida o malaltia contreta durant el servei
- hagin rebut ferides de guerra[1]
- hagin estat capturats per l'enemic durant un mínim de 90 dies[1]

Entre els seus privilegis figuren 
- una pensió de combatent (des de l'1 de gener del 2004 puja a 426,86 €) pels veterans majors de 65 anys
- diversos avantatges fiscals
- dret al títol i estatut de Mutilat de Guerra
- dret a lluir la bandera nacional sobre el taüt

Des de 1996, els antics combatents de les Brigades Internacionals que participaren en la Guerra Civil espanyola entre 1936 i 1938 tenen el dret a l'atribució de la Cartilla de Combatent i, per extensió, tots aquells francesos que hagin combatut a títol personal a l'estranger.

## Disseny
Una creu patent de bronze de 36mm amb una corona de llorer entre els braços.A l'anvers apareix l'efígie de la República lluint un casc d'Adrià i coronada de llorer, i la llegenda REPUBLIQUE FRANÇAISE.
Al revers apareix una espasa apuntant cap a baix, amb raigs que surten del pom de l'espasa. A la part inferior del medalló apareix la inscripció CROIX DU COMBATTANT.
Penja d'un galó blau cel amb 7 franges vermelles de 1,5mm.